# Jumpertown
Jumpertown è una città (town) degli Stati Uniti d'America, situata nella contea di Prentiss, nello Stato del Mississippi.